# Honda Accord 4. Generation
Der Honda Accord ist ein Mittelklasse PKW des japanischen Automobilherstellers Honda. Die vierte Generation erschien im Herbst 1989. Die Limousine wurde im Spätsommer 1993 abgelöst, während Kombi und Coupé bis Sommer 1994 erhältlich waren. 1991 erhielt das Modell ein kleines Facelift, bei dem unter anderem die Rückleuchten verändert wurden.

## Limousine
Im Frühjahr 1989 erfolgte in Japan beim Accord der Modellwechsel und knapp ein Jahr später im übrigen Teil der Welt. 
Neue quereingebaute Reihenmotoren mit 1,8 Liter, 2,0 Liter und 2,2 Liter Hubraum in verschiedenen Leistungsstufen sorgten für angemessenen Vortrieb. Die vom Honda Prelude bekannte Vierrad-Lenkung (4WS) war für dieses Modell ebenfalls lieferbar.

Auf dem japanischen Markt existierte ein Schwestermodell mit gehobener Ausstattung, der Honda Ascot. Topmodell der Accord-Reihe war in Japan der mit einem verlängerten Radstand und einem 5-Zylinder-Motor versehene Accord (Inspire).

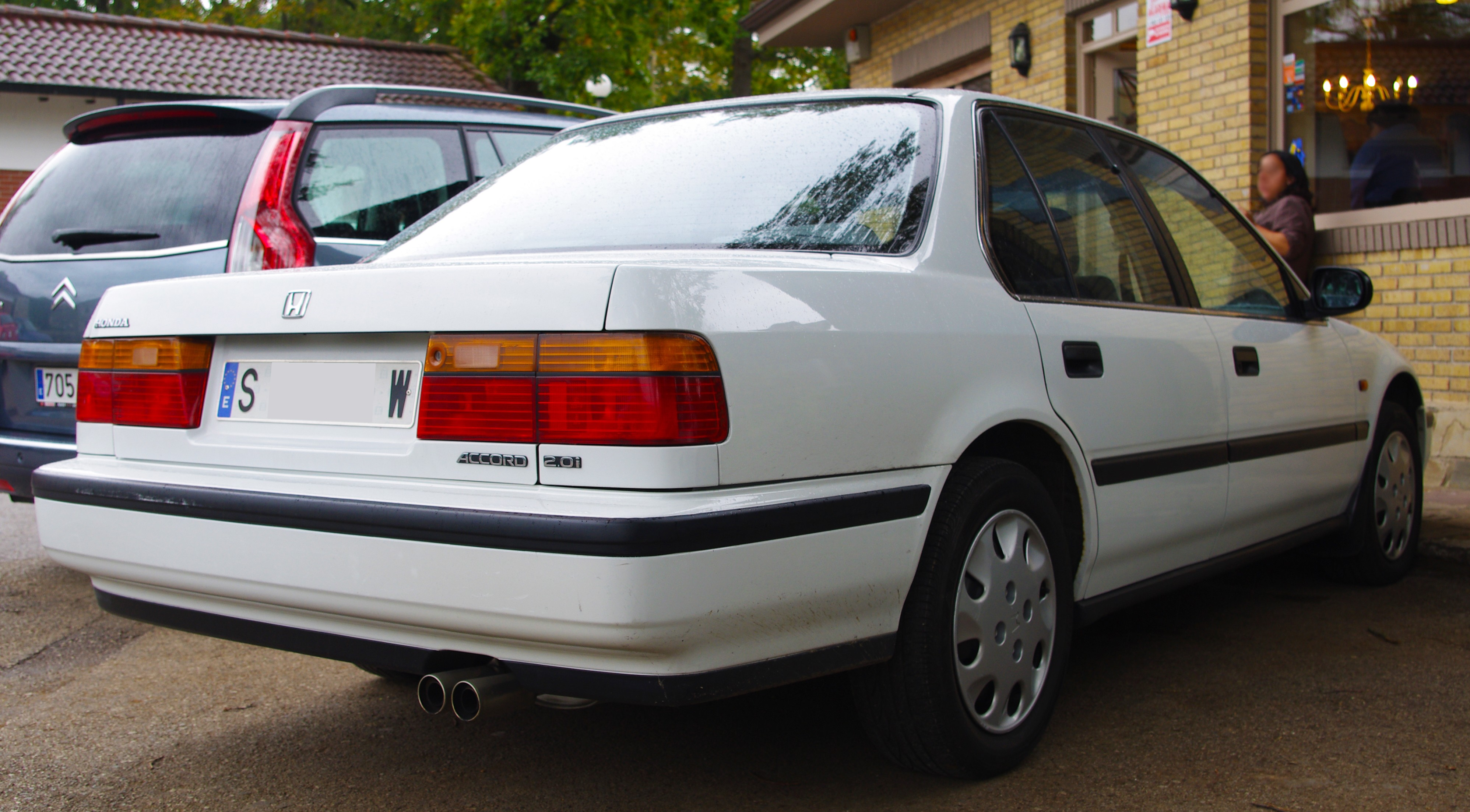
Heckansicht
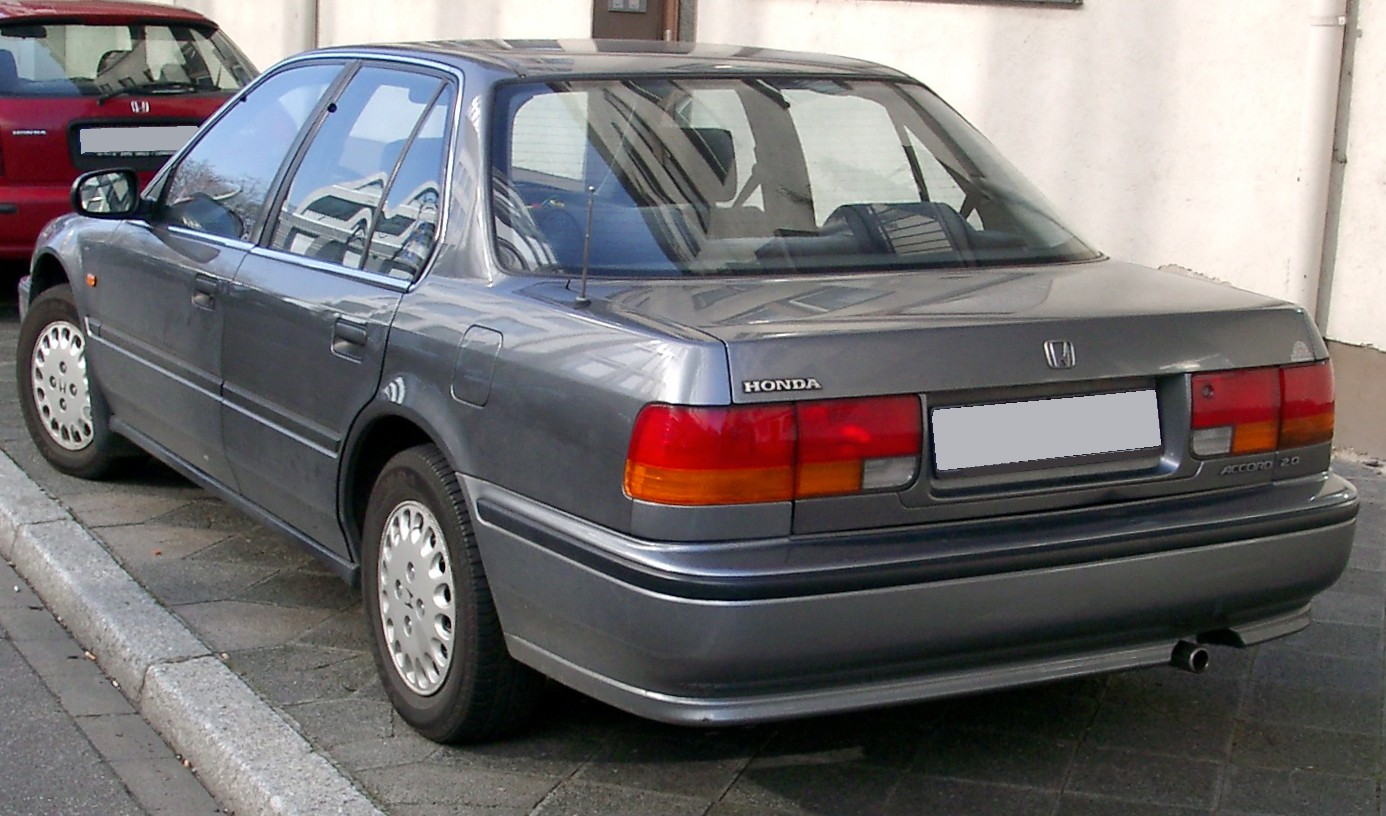
Heckansicht (Facelift 1991)

## Coupé
Ende 1990 ergänzte Honda die Baureihe um ein zweitüriges Coupé. Das Fahrzeug wurde wieder in den USA von der Honda of America Mfg. entwickelt und auch dort exklusiv gebaut. Nach Deutschland gelangten zunächst probehalber nur wenige hundert Fahrzeuge aus amerikanischer Produktion, bevor Anfang 1992 die Auslieferung des überarbeiteten Modells erfolgte.

Die Basis des Coupés bildete die Limousine. Als Motor kam daher in Nordamerika (und anfangs auch in Deutschland) der 2,2-Liter-SOHC-Motor zum Einsatz. Japanische Käufer kamen in den Genuss des 2,0-Liter-DOHC-Motors mit Benzin-Einspritzung der japanischen Accord-Limousine. Nach der Überarbeitung im Jahre 1992 gab es für das Accord Coupé in Europa nur noch den SOHC-Motor mit 2,0 Liter Hubraum.

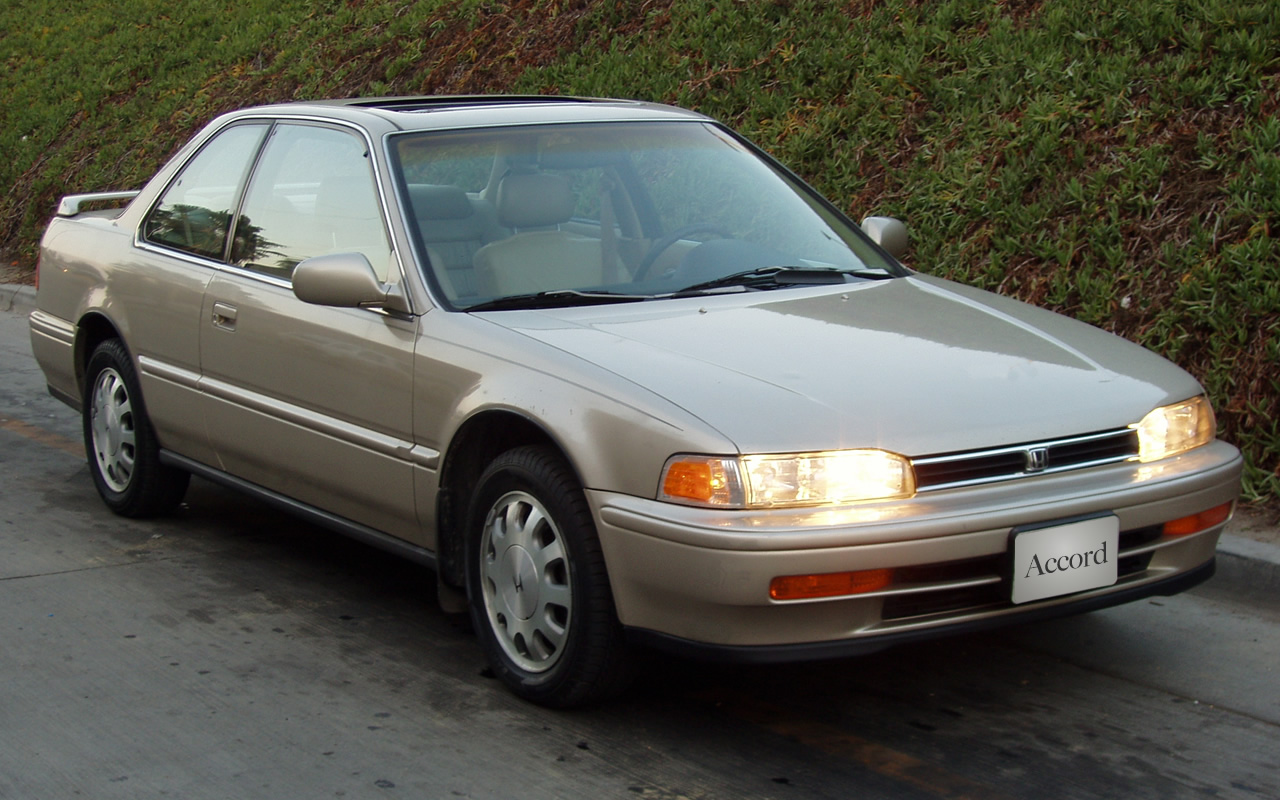
Honda Accord Coupé (1990–1994)
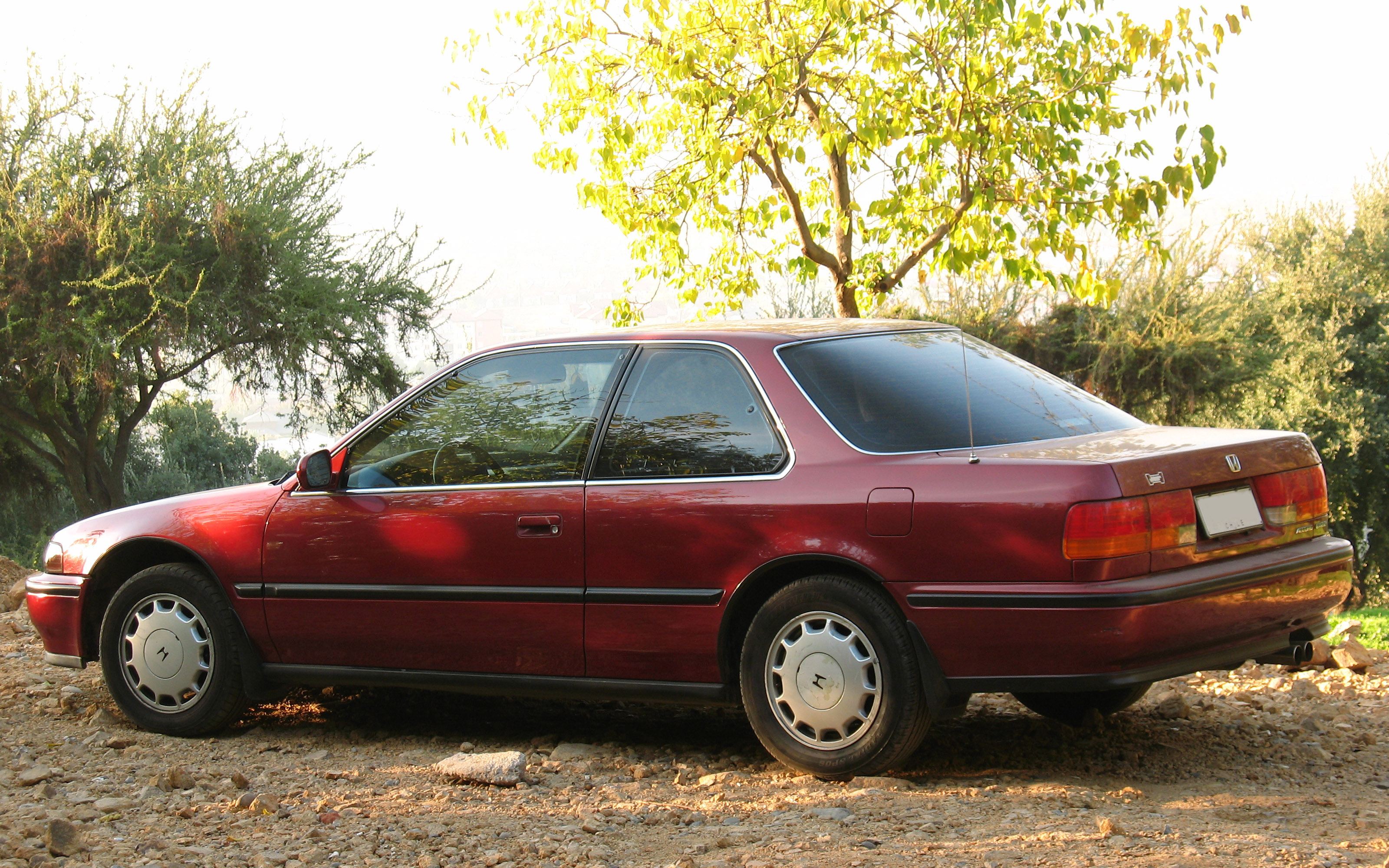
Heckansicht

## Aerodeck
Im Frühjahr 1991 ergänzte Honda die Accord-Modellpalette um einen geräumigen Kombi. Das Fahrzeug wurde in den USA entwickelt und auch dort exklusiv gebaut.

Nach Europa gelangte das Modell unter dem Namen Accord Aerodeck, während es ansonsten als Accord Wagon vertrieben wurde. Der Kombi basierte auf der Limousine. Als Motor kam deshalb anfangs ausschließlich der 2,2-Liter-Motor der amerikanischen Accord-Limousine zum Einsatz. Für den europäischen Markt wurde später auch ein 2,0-Liter-SOHC-Motor verbaut.

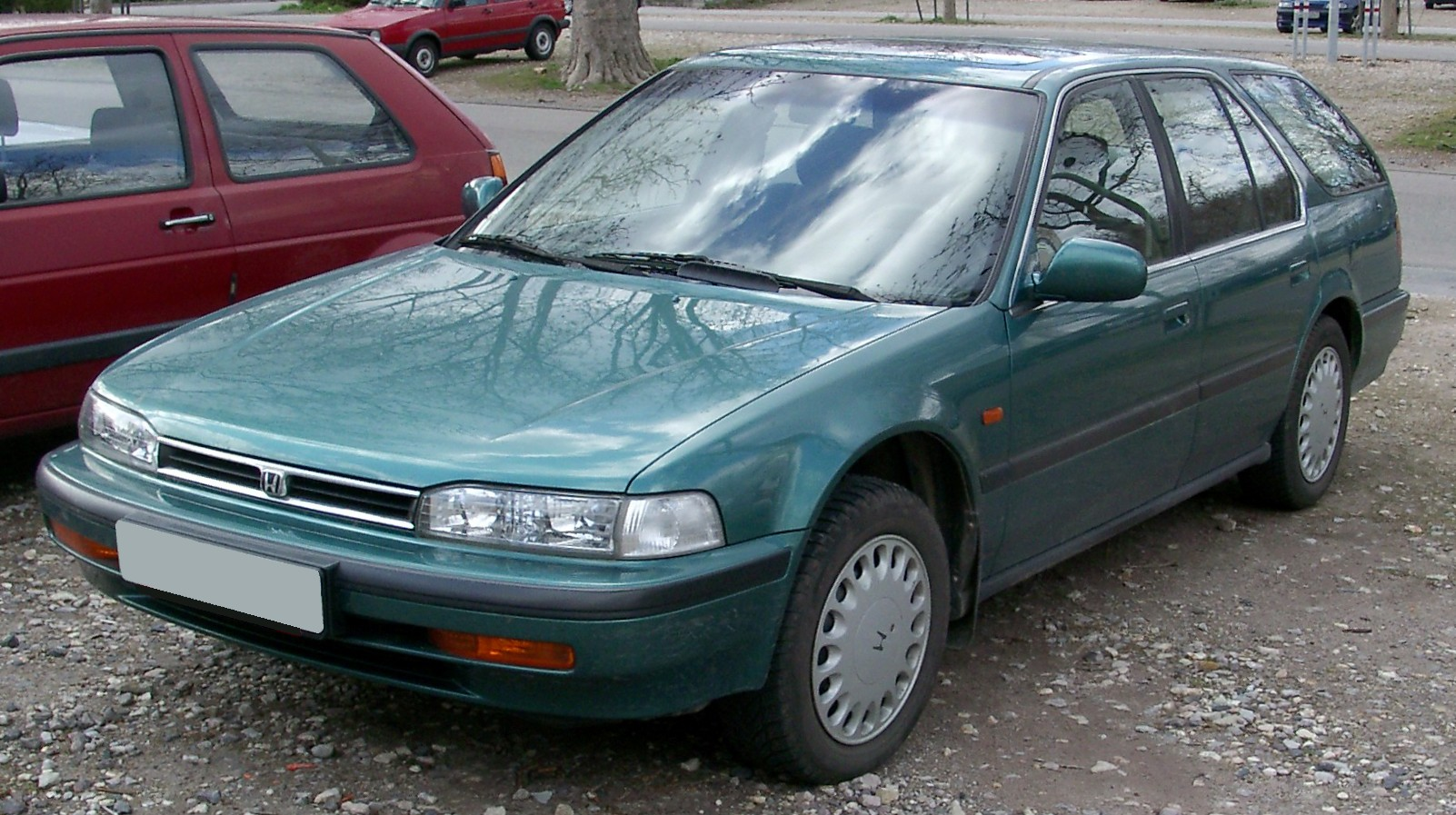
Honda Accord Aerodeck (1991–1994)
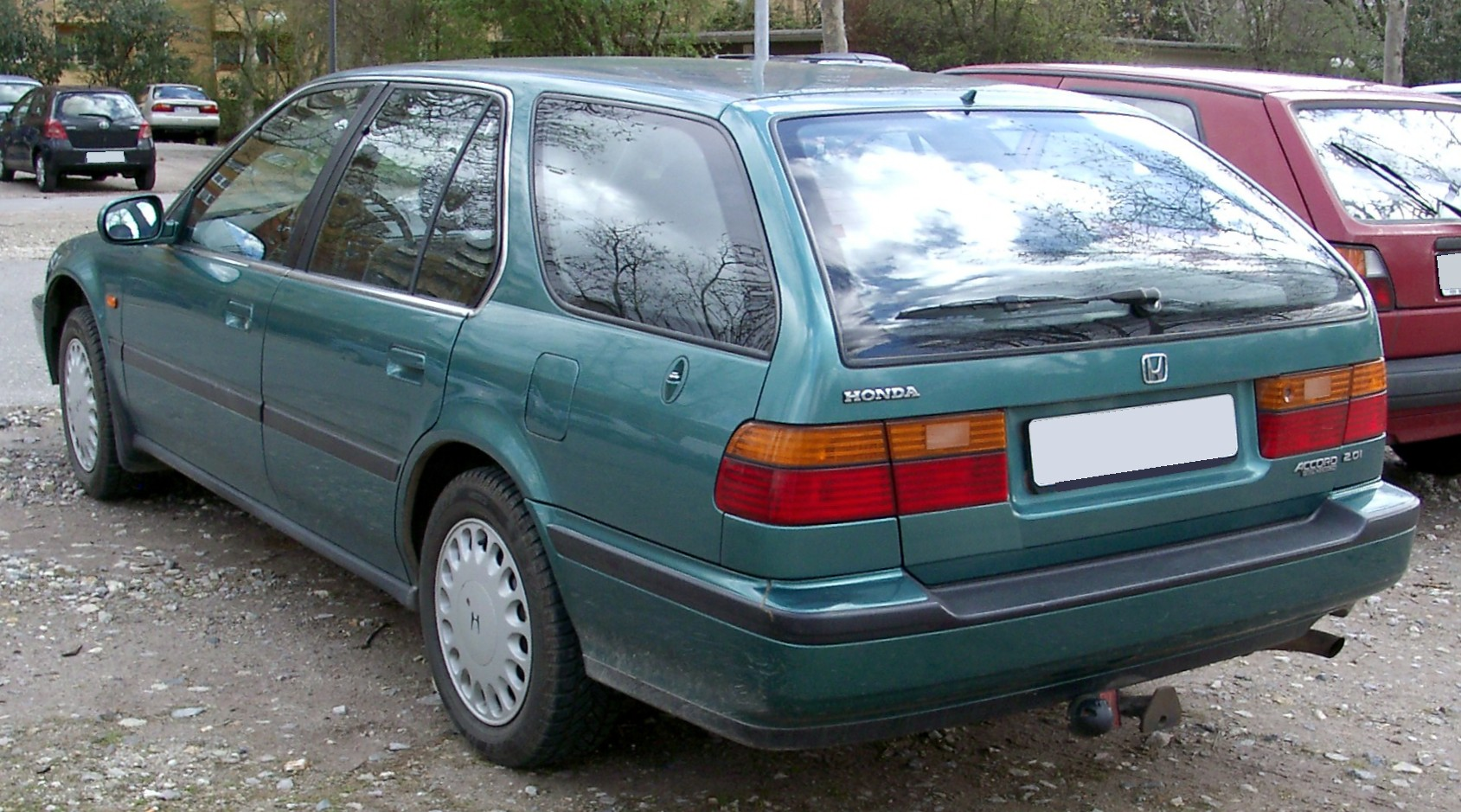
Heckansicht

## Modelle
| Baujahr   | Modellcode | Variante  | Hubraum  | Leistung kW (PS)        | Drehmoment Nm    | 0–100 km/h | Vmax         | Verkaufsland          | Motorkennung     | Bemerkungen                       |
| --------- | ---------- | --------- | -------- | ----------------------- | ---------------- | ---------- | ------------ | --------------------- | ---------------- | --------------------------------- |
| 1989–1993 | CB1        | Limousine | 1850 cm³ | 73,6 (100) bei 6000/min | 145 bei 3800/min | k. A.      | 178 km/h     | J, NL                 | F18A             |                                   |
| 1989–1991 | CB2        | Limousine | 1850 cm³ | 77 (105) bei 6000/min   | 143 bei 4000/min | k. A.      | 178 km/h     | J                     | F18A             |                                   |
| 1989–1993 | CB3/CB4    | Limousine | 1997 cm³ | 66 (90) bei 5500/min    | 149 bei 2700/min | 12,9 s     | 170 km/h     | EUR, J                | F20A             | nicht für E10-Kraftstoff geeignet |
| 1989–1993 | CB3/CB4    | Limousine | 1997 cm³ | 81 (110) bei 5700/min   | 159 bei 3700/min | 10,9 s     | 184 km/h     | EUR, J                | F20A             | nicht für E10-Kraftstoff geeignet |
| 1989–1993 | CB3/CB4    | Limousine | 1997 cm³ | 98 (133) bei 5300/min   | 179 bei 5000/min | 9,2 s      | 200 km/h     | EUR, J                | F20A PGM-FI      |                                   |
| 1989–1993 | CB3/CB4    | Limousine | 1997 cm³ | 110 (150) bei 6100/min  | 186 bei 5000/min | k. A.      | ca. 215 km/h | EUR, J                | F20A DOHC        |                                   |
| 1990–1994 | CB6        | Coupé     | 1997 cm³ | 110 (150) bei 6100/min  | 186 bei 5000/min | k. A.      | ca. 215 km/h | J                     | F20A PGM-FI DOHC |                                   |
| 1989–1993 | CB7        | Limousine | 2156 cm³ | 110 (150) bei 5900/min  | 198 bei 5000/min | 8,4 s      | 212 km/h     | AUS, EUR, J, USA, UAE | F22A PGM-FI      |                                   |
| 1990–1994 | CB7        | Coupé     | 2156 cm³ | 93 (126) bei 5200/min   | 185 bei 4000/min | k. A.      | k. A.        | CDN, USA              | F22A PGM-FI      |                                   |
| 1991–1994 | CB8        | Aerodeck  | 2156 cm³ | 110 (150) bei 5900/min  | 198 bei 5000/min | 8,4 s      | 212 km/h     | EUR                   | F22A PGM-FI      |                                   |
| 1991–1994 | CB9        | Aerodeck  | 2156 cm³ | 104 (141) bei 5600/min  | 192 bei 4000/min | k. A.      | k. A.        | J, USA                | F22A PGM-FI      |                                   |
| 1992–1994 | CC1        | Coupé     | 1997 cm³ | 98 (133)                |                  |            |              | EUR                   | F20A PGM-FI      |                                   |
| 1992–1994 | CC1        | Limousine | 1997 cm³ | 92 (125)                |                  |            |              | NL                    | F20A PGM-FI      |                                   |
| 1992–1994 | CC9        | Aerodeck  | 1997 cm³ | 98 (133) bei 5400/min   | 182 bei 4200/min | 9,2 s      | 193 km/h     | EUR                   | F20Z PGM-FI      |                                   |
| 1993      | CD2        | Limousine | 2156 cm³ | 107 (145)               |                  |            |              | NL                    | F22A PGM-FI      |                                   |

1. 1 2  Mit Automatikgetriebe 108 kW (147 PS)